# Appenzeller Alpen
De Appenzeller Alpen zijn een bergketen in de westelijke Alpen. Ze bevinden zich voornamelijk in de Zwitserse kantons Sankt Gallen, Appenzell Innerrhoden en Appenzell Ausserrhoden, kleinere delen bevinden zich in het oostelijk deel van het kanton Zürich, het Tössbergland en in het uiterste zuidwesten van Thurgau, in het Tannzapfenland. De Appenzeller Alpen vormen de noordoostelijke hoek van de Westelijke Alpen en beslaan een oppervlakte van ongeveer 1800 km². De grens van de berggroep in het oosten, het Alpen-Rijndal, is ook de grens tussen de oostelijke en westelijke Alpen.
De hoogste berg in de Appenzeller Alpen is de Säntis met een hoogte van 2.502 m. De Appenzeller Alpen bestaan uit verschillende bergmassieven, gescheiden door markante dalen. De bekendste zijn de Alpstein (met de Säntis) en de Churfirsten.
De gebergtegroep is een eldorado voor wandelaars en klimmers. Verschillende bergbanen leiden naar de hoger gelegen gebieden. De bergen zijn niet hoog genoeg voor grote gletsjers, alleen op de Säntis zijn er twee kleine gletsjers.

## Grens- en aangrenzende bergketens
Bijna geen enkele andere berggroep in de Alpen is zo duidelijk afgebakend van de naburige bergketens als de Appenzeller Alpen. Alleen in het noorden, bij de overgang naar de uitlopers van de Alpen in de richting van het Bodenmeer en de Rijn, is er geen duidelijke grens.
- In het oosten vormt de Rijn de grens met het Bregenzerwaldgebergte en de Rätikon vanaf de samenvloeiing met het Bodenmeer stroomopwaarts tot aan Sargans. Beide zijn gebergtegroepen van de oostelijke Alpen. Het Bregenzerwaldgebergte ligt in het noorden, het Rätikon in de centrale oostelijke Alpen. De Rijn is de grens tussen de westelijke en oostelijke Alpen.
- De grens in het zuiden met de Glarner Alpen loopt langs de Walensee van Sargans over de Sarganser Sattel langs de rivier de Seez tot aan de monding in de Walensee.
- Aan de westkant van de Walensee loopt de grens met de Schwyzer Alpen in het zuidwesten door langs het Linthkanaal naar de Obersee (onderdeel van het Meer van Zürich).
- In het noordwesten en noorden zijn er verschillende varianten voor het trekken van de grens tussen de Appenzeller Alpen en het Appenzellerland en Toggenburg, d.w.z. de Voor-Alpen in Zwitserland: De grens die in de gids van de Zwitserse Alpenclub is getrokken, loopt langs een lijn van Uznach over de Rickenpas naar Wattwil. Van daaruit gaat het de Toggenburg op naar Nesslau en over de Chräzerenpas bij de Schwägalp naar Urnäsch. Van daaruit loopt de grens direct naar het oosten naar Appenzell en verder naar het noorden langs de top van de Fähnern naar het Rijndal. Toch zijn er nog steeds toppen ten noorden van deze grens, die bij de Hochalp nog steeds de hoogte van 1528 m bereiken. Afhankelijk van hoe je het bekijkt, kan de ene of de andere noordelijke top nog steeds tot de Appenzeller Alpen behoren.

## Hoogste toppen

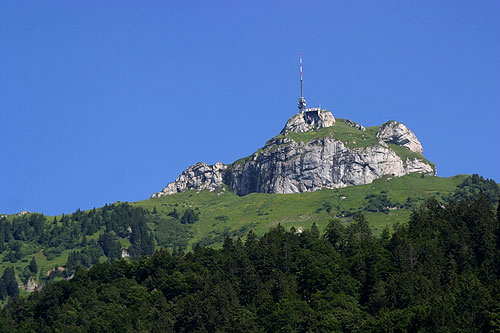
Hoher Kasten (1795 m)

- Säntis, 2502 m (Alpstein, noordelijke keten)
- Girenspitz (Säntis), 2448 m (Alpstein, noordelijke keten)
- Altmann, 2435 m (Alpstein, middelste keten)
- Gamsberg, 2385 m (Alviergruppe)
- Gross Fulfirst, 2383 m (Alviergruppe)
- Wildhauser Schafberg, 2373 m (Alpstein, middelste keten)
- Chli Fulfirst, 2368 m (Alviergruppe)
- Alvier, 2343 m (Alviergruppe)